# Calm Before the Storm
Calm Before the Storm es el quinto álbum de estudio de la banda Venom. El título original del álbum debería haber sido "Deadline", pero fue cambiado cuando el guitarrista Mantas dejó la banda y fue sustituido por Jimi Clare y Mike Hickey. Ambos formarían parte del proyecto en solitario de Cronos y el último regresaría para grabar el álbum de 2006 Metal Black.

## Lista de canciones
1. Black Xmas – 2:57
2. The Chanting Of The Priests – 4:25
3. Metal Punk – 3:24
4. Under A Spell – 4:09
5. Calm Before The Storm – 4:14
6. Fire – 2:42
7. Krackin' Up – 2:15
8. Beauty And The Beast – 3:49
9. Deadline – 3:17
10. Gypsy – 2:25
11. Muscle – 2:43

## Créditos
- Cronos - Voz, bajo
- Mike "Mykus" Hickey - Guitarra
- James Clare - Guitarra
- Abaddon - Batería